# Bedelia Becomes a Lady
Bedelia Becomes a Lady è un cortometraggio muto del 1913 diretto da Rollin S. Sturgeon.

## Produzione
Il film fu prodotto dalla Vitagraph Company of America.

## Distribuzione
Distribuito dalla General Film Company, il film - un cortometraggio in una bobina - uscì nelle sale cinematografiche statunitensi il 31 marzo 1913.